# Biet
De biet (Beta vulgaris) is een plant uit de amarantenfamilie (Amaranthaceae) en het geslacht biet (Beta). De plant heeft een al of niet vlezige wortel. 

## Etymologie
Het woord biet is afgeleid van het Latijnse 'beta'.

## Ondersoorten
- Strandbiet (Beta vulgaris subsp. maritima)
- Beta vulgaris subsp. vulgaris
  - Rode biet (ook wel kroot), (Beta vulgaris subsp. vulgaris var. ruba) is een veel gegeten groente
  - Suikerbiet (Beta vulgaris subsp. vulgaris var. altissima) wordt voor de suiker geteeld
  - Voederbiet (Beta vulgaris subsp. vulgaris var. crassa) wordt als veevoeder gebruikt
  - Snijbiet (Beta vulgaris subsp. vulgaris var. vulgaris), een bladgroente die geen verdikte wortel vormt en om de bladeren wordt geteeld.
    - Beta vulgaris subsp. vulgaris var. vulgaris convar. vulgaris
    - Beta vulgaris subsp. vulgaris var. vulgaris convar. flavescens

- Beta vulgaris subsp. esculenta
  - Albina vereduna (Beta vulgaris subsp. esculenta cv. 'Albina vereduna'), een witte biet
  - Gouden Burpee (Beta vulgaris subsp. esculenta cv. 'Burpee's golden'), een gele biet
  - Crapaudine (Beta vulgaris subsp. esculenta cv. 'Crapaudine'), een rode biet

## Referentie
- Beta-namen en hun synoniemen